# Серое дыхание дракона
«Серое дыхание дракона» — телефильм ГДР 1979 года режиссёра Хорста Э. Брандта, по одноимённому роману Гарри Тюрка.
Фильм снят при участии Ялтинской киностудии и «Узбекфильм», место съёмок — Крым и Узбекистан, с привлечением советских актёров.

## Сюжет
В Таиланд с заданием установить пути траффика наркотиков прибывает швейцарский профессор Уилкерс, член Международной комиссии по борьбе с оборотом наркотиков, со штаб-квартирой в США. Уже по прибытии в Бангкок он получает странный намёк от торговца шелком Трейси Блейка, говорящего, что разгадка тайных троп наркотраффика проста, но Уилкерс, как её часть, просто не хочет верить в очевидную горькую правду.
Уилкерс отправляется в труднодоступные горные поля — «Золотой треугольник» на севере Таиланда, даже не представляя в какую сеть хитроумных интриг и пересечений интересов от попадёт. Он пока не знает, что каждый его шаг на этом пути предопределён и под контролем, и выполнив отведённую ему роль, о которой он и не догадывается, он будет ликвидирован — как только узнает, что тайных троп наркотраффика нет, а есть самолёты ВВС США. Случайная цепь совпадений, противоречия наркодельцов и неразбериха во время произошедшего военного переворота, позволяют Уилкерсу выбраться живым и сообщить о своих результатах комиссии, но по указу из ЦРУ его отчёт засекречивается.

## В ролях
- Леон Немчик — профессор Лео Уилкерс
- Талгат Нигматулин — Синкат
- Раззак Хамраев — Ло Вэн
- Тамара Ганиева — Сатханассаи
- Наби Рахимов — Бансамму
- Рудольф Ульрих — Трэйси Блейк
- Светлана Норбаева — Ванна Блейк
- Фархад Аминов — Чарук
- Отто Мелис — мистер Уорен
- Бригитте Краузе — мисс Перкинс
- Клаус Герке — Слоун
- Петр Скарке — Бейтс
- Ангел Стоянов — Кинни
- Максуг Мансуров — капитан Чао
- Ёдгар Сагдиев — Му Кха Тиен
- Мамед Асадов — Сом Чай
- Анвар Кенджаев — Нутунг
- Благой Итчеренски — фон Ломсок
- Владимир Карпичев — боевой пловец, подручный фон Ломсока
- Нгуен Лыонг Дык — тайский полицейский
- Зааун Кхеммара — таксист
- Зание Торка — сотрудница таможни
- Дмитрий Рымарев — офицер ВВС США

## О фильме
Съёмки фильма велись в Крыму и Узбекистане.
Премьерный показ состоялся 3 июня 1979 года по Первой программе Телевидения ГДР.
Фильм снят по одноимённому роману 1975 года восточно-германского писателя Гарри Тюрка, он же принял участие в написании сценария.
Роман в 1977 году был напечатан в СССР в нескольких номерах журнала «Звезда Востока» под названием «Дыхание серое дракона» в переводе на русский язык Григория Рудого.
Название фильма (как и романа-экранизации) — тайский термин для названия наркотиков.

## Критика
Современной фильму немецкой критикой фильм был назван малоуспешным. Так «Neues Deutschland» писала, что сюжет фильма местами бессвязный, не объединён единой канвой, и отдельные эпизоды часто представляют собой стихийный элемент, а «Neue Zeit» отметила, что это упрощённая «как для детей» («wie für Kinder») версия романа Гарри Тюрка, и при подкупающем пейзаже и нескольких интересных восточных лицах («interessante „fernöstliche“ Gesichter»), во всём остальном это малоуспешный фильм, хотя и поставлен с большими трудом.

Сюжет не вызывает интереса: ни трепета от прелести загадочного, ни напряжения от неожиданных драматических поворотов. Не выдерживает критики и фигура учёного, который в конце своей миссии перед лицом всемогущества ЦРУ признает бессилие своей организации, но с наивным академическим мужеством отдает дань мифу буржуазной журналистики.
Оригинальный текст (нем.)dass die Erzählweise kaum aufregend ist. Kein Nervenkitzel durch den Reiz des Rätselhaften, keine Spannung durch unvermutete dramatische Wendungen. Nicht unproblematisch auch die Figur des Wissenschaftlers, der am Ende seiner Mission angesichts der CIA-Allmacht die Ohnmacht seiner Organisation erkennt, mit naivem Akademikergemüt jedoch dem Mythos des bürgerlichen Journalismus huldigt
— газета «Berliner Zeitung», июнь 1979 года